# Coniopteryx callangana
Coniopteryx callangana är en insektsart som beskrevs av Günther Enderlein 1906. Coniopteryx callangana ingår i släktet Coniopteryx och familjen vaxsländor. Inga underarter finns listade i Catalogue of Life.